# Ichneumon cultratus
Ichneumon cultratus là một loài tò vò trong họ Ichneumonidae.